# 월스타인 센터
월스타인 센터(영어: Wolstein Center)는 미국 오하이오주 클리블랜드에 위치한 실내 경기장이다. 과거 G 리그 클리블랜드 차지의 홈경기장으로 사용했다. 